# Sepedomerus macropus
Sepedomerus macropus är en tvåvingeart som först beskrevs av Walker 1849.  Sepedomerus macropus ingår i släktet Sepedomerus och familjen kärrflugor. Inga underarter finns listade i Catalogue of Life.